# Departamento Federal de Finanzas
El Departamento Federal de Finanzas (DFF) (en alemán Eidgenössisches Finanzdepartement (EFD), en francés Département fédéral des finances (DFF), en italiano Dipartimento federale delle finanze (DFF)) es uno de los siete departamentos o ministerios del Consejo Federal de Suiza. 
Desde 2023 la jefa del departamento es la consejera federal Karin Keller-Sutter.

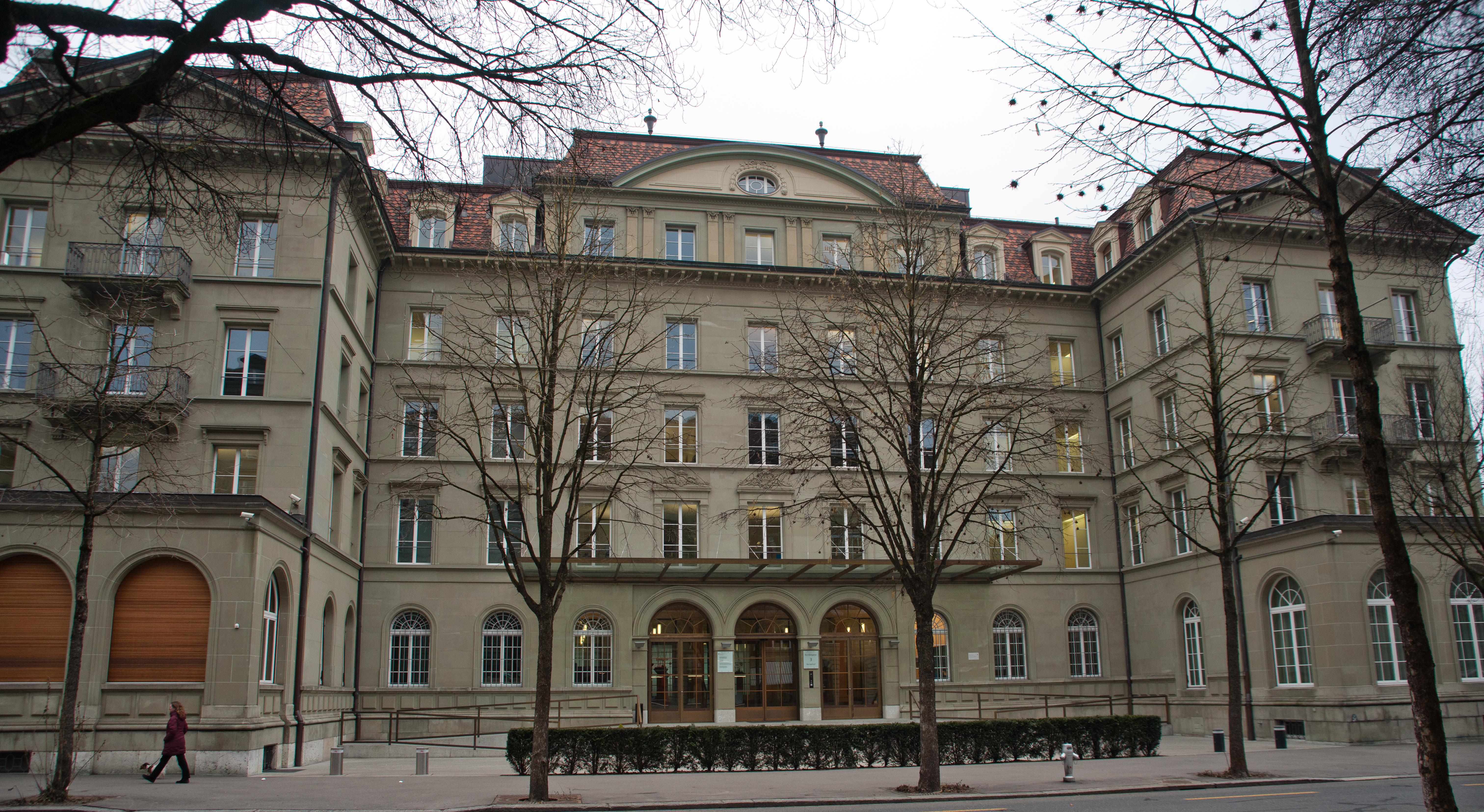
El Bernerhof, sede del Departamento Federal de Hacienda.

## Cambios en su denominación
El departamento nació de par con el Estado federal. En un principio llevó el nombre de "Departamento de finanzas". De 1873 a 1978 se le conoció con el nombre de "Departamento de finanzas y aduanas". En 1979 tomó su nombre actual: "Departamento federal de Finanzas".

## Dependencias
El DFF se compone de las siguientes unidades administrativas principales:
- Secretariado General
- Oficinas federales:
  - Secretariado de Estado para asuntos financieros internacionales (SFI)
  - Administración federal de finanzas (AFF)
    - Oficina central de compensación (OCC)
    - Casa de la moneda de la Confederación (Swissmint)

  - Administración federal de contribuciones (AFC)
  - Administración federal de aduanas (EZV/AFD)
    - Cuerpo de guarda fronteras (Cgfr)

  - Oficina federal del personal (OFPER)
  - Oficina federal de informática y telecomunicaciones (OFIT)
  - Oficina federal de construcciones y logística (OFCL)
  - Junta federal de alcohol (EAV/RFA)
- Agencias:
  - Autoridad federal de vigilancia de los mercados financieros (FINMA)
  - Control federal de finanzas (CDF)
  - Caja federal de pensiones (PUBLICA)

## Consejeros federales jefes del departamento
| - 1848–1850: Josef Munzinger - 1851: Daniel-Henri Druey - 1852: Josef Munzinger - 1853–1855: Daniel-Henri Druey - 1855–1856: Josef Martin Knüsel - 1857–1858: Jakob Stämpfli - 1859–1861: Constant Fornerod - 1862–1863: Josef Martin Knüsel - 1864–1867: Jean-Jacques Challet-Venel - 1868: Victor Ruffy - 1869: Jean-Jacques Challet-Venel | - 1870–1871: Paul Cérésole - 1872: Karl Schenk - 1872–1873: Johann Jakob Scherer - 1873–1875: Wilhelm Matthias Naeff - 1876–1878: Bernhard Hammer - 1879: Simeon Bavier - 1880–1890: Bernhard Hammer - 1891–1899: Walter Hauser - 1900: Robert Comtesse - 1901–1902: Walter Hauser - 1903: Robert Comtesse | - 1904: Marc-Emile Ruchet - 1905–1909: Robert Comtesse - 1910: Josef Anton Schobinger - 1911: Robert Comtesse - 1912–1919: Giuseppe Motta - 1920–1934: Jean-Marie Musy - 1934–1938: Albert Meyer - 1939–1943: Ernst Wetter - 1944–1951: Ernst Nobs - 1952–1954: Max Weber - 1954–1959: Hans Streuli | - 1960–1962: Jean Bourgknecht - 1962–1968: Roger Bonvin - 1968–1973: Nello Celio - 1974–1979: Georges-André Chevallaz - 1980–1983: Willy Ritschard - 1984–1995: Otto Stich - 1996–2003: Kaspar Villiger - 2004–2010: Hans-Rudolf Merz - 2010-2015: Eveline Widmer-Schlumpf - 2016-2022: Ueli Maurer - desde 2023: Karin Keller-Sutter |